# Eleições parlamentares na Geórgia em 2024

Composição do Parlamento da Geórgia após a eleição:
Sonho Georgiano: 89 assentos
Coalizão para a Mudança: 19 cadeiras
Unidade - Movimento Nacional: 16 cadeiras
Geórgia Forte: 14 cadeiras
Para a Geórgia: 12 cadeiras

As eleições parlamentares foram realizadas na Geórgia em 26 de outubro de 2024. Foram realizadas de acordo com as regras aprovadas em 2017 por meio de emendas constitucionais que mudaram o sistema eleitoral para uma representação totalmente proporcional com um limite eleitoral de 5%.
O partido no poder Sonho Georgiano (GD) tentou conquistar seu quarto mandato. A sua fundadora, Bidzina Ivanishvili — uma oligarca influente e ex-primeira-ministra frequentemente considerada a eminência parda do país após a sua saída oficial da política em 2021 — regressou à política vários meses antes das eleições para liderar o GD nas eleições.
O Sonho Georgiano fez campanha sobre "salvaguardar a paz" e defendeu uma "política pragmática" com a Rússia em meio à guerra na Ucrânia; políticas socialmente conservadoras, particularmente a recente lei de "propaganda LGBT" e o fortalecimento do estatuto da Igreja Ortodoxa Georgiana na constituição; a proibição dos partidos de oposição que acusaram de "arrastar o país na guerra de 2008 com a Rússia" e a "instituir de um sistema de violência e tortura" durante seu governo; a adesão à União Europeia enquanto "joga pelas regras georgianas"; e a restauração a integridade territorial do país, com Ivanishvili fazendo aproximação ao Kremlin, até pedindo desculpas pelo papel da Geórgia na guerra de 2008.
Durante o período pré-eleitoral, os opositores do GD concentraram-se em criticar o que eles descrevem como uma postura pró-Rússia do partido e a sua falta de vontade em cumprir os critérios definidos pela Comissão Europeia para a adesão à UE, fazendo campanha pela integração europeia.
A eleição foi precedida pelos protestos georgianos de 2023-2024 sobre a legislação controversa que exige que as organizações que recebem financiamento estrangeiro se registrem como "agentes estrangeiros", o que gerou acusações de autoritarismo. Esta lei tem prejudicado as relações com o Ocidente; a União Europeia e os Estados Unidos iniciaram uma série de medidas contra a lei, incluindo designações de vistos dos EUA e sanções financeiras contra vários funcionários georgianos, congelamento de facto do estatuto de candidato à adesão da Geórgia à União Europeia, com correspondente congelamento de ajuda financeira,  e a proposta da Lei MEGOBARI do Congresso dos EUA e da Lei do Povo Georgiano.
O Sonho Georgiano conseguiu garantir a vitória na eleição, reportadamente conquistando mais de 53% dos votos, enquanto as quatro principais coligações de oposição — que concordaram em não cooperar com o Sonho Georgiano no parlamento por meio de sua Carta Georgiana — receberam 37,78% no total. O Sonho Georgiano foi mais forte nas áreas rurais, particularmente nas regiões de Samtskhe-Javakheti, Kvemo Kartli, Svaneti, Racha-Lechkhumi, Guria e Adjara, mas perdeu a capital Tbilisi e também Rustavi para a oposição, enquanto venceu por pouco outras grandes cidades. Na capital, o GD recebeu 42% dos votos reportados, enquanto as quatro principais coligações de oposição combinadas receberam 46%; o menor partido libertário Girchi obteve 5,3%. O Sonho Georgiano também perdeu dramaticamente para a oposição da diáspora georgiana.
As eleições foram marcadas por relatos de compra de votos e fraude eleitoral, além de intimidação e pressão sobre os eleitores. Os partidos da oposição e a presidente Salome Zourabichvili, acusaram o Sonho Georgiano de uma "eleição roubada", com Zourabichvili (eleita em 2018 com o apoio do partido Sonho Georgiano) a recusar-se a reconhecer os resultados oficiais, que ela chamou de "ilegítimos" e "roubados", a eleição uma "fraude total". Às eleições, seguiram-se novos protestos populares convocados pela presidente, milhares de georgianos reunindo-se defronte do parlamento. A UE e os EUA condenaram as "irregularidades eleitorais".